# The Gantocks
The Gantocks är skär i Storbritannien.   De ligger utanför Dunoon i Skottland. 